# Specie di Pilea
Elenco delle specie di Pilea

## A
```
   Pilea abbreviata Urb. & Ekman
   Pilea acanthospermoides Urb. & Ekman
   Pilea acuminata Liebm.
   Pilea acunae Grudz.
   Pilea adamsiana A.K.Monro
   Pilea aenea Killip
   Pilea affinis C.V.Morton
   Pilea alaotrae Leandri
   Pilea alfaroana Al.Rodr. & A.K.Monro
   Pilea alongensis Gagnep.
   Pilea alpestris (Urb.) Fawc. & Rendle
   Pilea alpina Urb.
   Pilea alsinifolia Wedd.
   Pilea alta Gilli
   Pilea alternifolia Urb. & Ekman
   Pilea ambecarpa Urb.
   Pilea amplistipulata C.J.Chen
   Pilea andersonii C.D.Adams
   Pilea andringitrensis Leandri
   Pilea angolensis (Hiern) Rendle
   Pilea angulata (Blume) Blume
   Pilea angustata Killip
   Pilea angustifolia Killip
   Pilea anisophylla Wedd.
   Pilea ansincola Urb. & Ekman
   Pilea anthotricha Urb.
   Pilea antioquensis Killip
   Pilea aparadensis P.Brack
   Pilea apiculata Killip
   Pilea apoensis Elmer
   Pilea appendicilata Fawc. & Rendle
   Pilea approximata C.B.Clarke
   Pilea aquarum Dunn
   Pilea arbuscula Ridl.
   Pilea argentea Killip
   Pilea arguta (Kunth) Wedd.
   Pilea articulata Wedd.
   Pilea astrogramma Miq.
   Pilea atroviridis Baker
   Pilea attenuata Killip
   Pilea auricularis C.J.Chen
   Pilea auriculata Liebm.
```

## B
```
   Pilea balansae Gagnep.
   Pilea balfourii Baker
   Pilea baltenweckii Urb.
   Pilea bambuseti Engl.
   Pilea bambusifolia C.J.Chen
   Pilea barahonensis Urb.
   Pilea barbiflora Urb. & Ekman
   Pilea basicordata W.T.Wang
   Pilea bassleriana Killip
   Pilea baurii B.L.Rob.
   Pilea beguinotii Cufod.
   Pilea bemarivensis Leandri
   Pilea benguetensis C.B.Rob.
   Pilea betulifolia (Sw.) Wedd.
   Pilea bicolor Urb.
   Pilea bisepala H.St.John
   Pilea bissei Grudz.
   Pilea boehmerioides Wedd.
   Pilea boiviniana Wedd.
   Pilea boniana Gagnep.
   Pilea borbonica Marais
   Pilea botterii Killip
   Pilea brachypila Urb.
   Pilea bracteosa Wedd.
   Pilea brasiliensis Gaglioti, Romaniuc & A.K.Monro
   Pilea brassii Chew ex P.Royen
   Pilea brevicornuta Hayata
   Pilea brevipetiolata Urb. & Ekman
   Pilea brevistipula Urb.
   Pilea brittoniae Urb.
   Pilea buchenavii Urb.
   Pilea buchtienii Killip
   Pilea bullata Britton
```

## C
```
   Pilea cacuminum Urb. & Ekman
   Pilea cadetii Marais
   Pilea cadierei Gagnep. & Guillaumin
   Pilea caespitosa Urb.
   Pilea calcicola C.B.Rob.
   Pilea callicometes Leandri
   Pilea cangyuanensis H.W.Li
   Pilea capitata Baker
   Pilea capitellata Wedd.
   Pilea carautae M.D.M.Vianna & R.J.V.Alves
   Pilea cardiophylla Urb.
   Pilea caribaea Urb.
   Pilea carnosa Britton
   Pilea carnosula Wedd.
   Pilea castronis Killip
   Pilea cataractae Marais
   Pilea caudata H.J.P.Winkl.
   Pilea caulescens (L.) Urb.
   Pilea cavaleriei H.Lév.
   Pilea cavernicola A.K.Monro, C.J.Chen & Y.G.Wei
   Pilea celebica Miq.
   Pilea cellulosa (Spreng.) Urb.
   Pilea centradenioides Seem.
   Pilea cephalantha Wedd.
   Pilea cephalophora Urb.
   Pilea ceratocalyx Wedd.
   Pilea chamaesyce Urb. & Ekman
   Pilea chartacea C.J.Chen
   Pilea chiapensis Killip
   Pilea chotardiana Urb. & Ekman
   Pilea christii Urb.
   Pilea ciliata (Sw.) Blume
   Pilea citriodora Wedd.
   Pilea clandestina Wedd.
   Pilea clarana Urb.
   Pilea clarkei Hook.f.
   Pilea clementis Britton
   Pilea cocottei Marais
   Pilea confusa C.V.Morton
   Pilea conjugalis A.K.Monro
   Pilea consanguinea Wedd.
   Pilea cordifolia Hook.f.
   Pilea cordistipulata C.J.Chen
   Pilea cornutocucullata Cufod.
   Pilea corona A.K.Monro
   Pilea coronopifolia Urb. & Ekman
   Pilea corymbosa (Savigny) Blume
   Pilea costaricensis Donn.Sm.
   Pilea costata Killip
   Pilea cowellii Britton
   Pilea craspedodroma A.K.Monro
   Pilea crassifolia (Willd.) Blume
   Pilea crenata Britton & P.Wilson
   Pilea crenulata (Sw.) Urb.
   Pilea cruegeriana Wedd.
   Pilea cubensis Wedd.
   Pilea cuneata H.J.P.Winkl.
   Pilea cuneiformis (Savigny) Wedd.
   Pilea cuprea K.Krause
   Pilea cushiensis Killip
   Pilea cyclophylla Urb. & Ekman
   Pilea cymbifolia Rusby
```

## D
```
   Pilea daguensis Killip
   Pilea dataensis C.B.Rob.
   Pilea dauciodora Pav. ex Wedd.
   Pilea delicatula Killip
   Pilea densiflora Kunth
   
Pilea depressa
 
(Sw.) Blume

   Pilea diandra Urb.
   Pilea dictyocarpa Urb.
   Pilea diffusa (Sw.) Wedd.
   Pilea digitata A.K.Monro
   Pilea discolor Killip
   Pilea dispar Urb.
   Pilea distantifolia Urb.
   Pilea diversifolia Wedd.
   Pilea dolichocarpa C.J.Chen
   Pilea dombeyana Wedd.
   Pilea domingensis Urb.
```

## E
```
   Pilea ecboliophylla Donn.Sm.
   Pilea effusa H.J.P.Winkl.
   Pilea ekmanii Urb.
   Pilea elegans Gay
   Pilea elegantissima C.J.Chen
   Pilea elizabethae Fawc. & Rendle
   Pilea elliptica Hook.f.
   Pilea elliptilimba C.J.Chen
   Pilea entradana Philipson
   Pilea ermitensis Britton
   Pilea erosa Urb.
```

## F
```
   Pilea fairchildiana Jestrow & Jiménez Rodr.
   Pilea falcata Liebm.
   Pilea fallax Wedd.
   Pilea fasciata Wedd.
   Pilea fendleri Killip
   Pilea filicina Killip
   Pilea filipes Rusby
   Pilea flammula P.Brack
   Pilea flavicaulis Urb. & Britton
   Pilea flexuosa Wedd.
   Pilea floridana Urb.
   Pilea foetida Urb. & Ekman
   Pilea foliosa Killip
   Pilea fontana (Lunell) Rydb.
   Pilea foreroi A.H.Gentry
   Pilea forgetii N.E.Br.
   Pilea formonensis Urb. & Ekman
   Pilea formosa Urb.
   Pilea forsythiana Wedd.
   Pilea frutescens Urb.
   Pilea fruticosa Hook.f.
   Pilea fruticulosa C.V.Morton
   Pilea funkikensis Hayata
```

## G
```
   Pilea gallowayana Killip
   Pilea gamboana Al.Rodr. & A.K.Monro
   Pilea gansuensis C.J.Chen & Z.X.Peng
   Pilea geminata Urb.
   Pilea gesnerioides Grudz.
   Pilea glaberrima (Blume) Blume
   Pilea glabra S.Watson
   Pilea glomerata Griseb.
   Pilea gnidioides Griseb.
   Pilea godetiana Urb. & Ekman
   Pilea goetzei Engl.
   Pilea gomeziana W.C.Burger
   Pilea gongjueensis W.T.Wang
   Pilea goudotiana Wedd.
   Pilea gracilior Urb. & Ekman
   Pilea gracilis Hand.-Mazz.
   Pilea grandifolia (L.) Blume
   Pilea granmae Grudz.
   Pilea granulata Urb. & Ekman
   Pilea griffithii Blume
   Pilea guirana Urb.
   Pilea guizhouensis A.K.Monro, C.J.Chen & Y.G.Wei
   Pilea gyrophylla Urb.
```

## H
```
   Pilea haenkei Killip
   Pilea hamaoi Makino
   Pilea harrisii Urb.
   Pilea hedemarkii W.N.Takeuchi
   Pilea helwigii Urb. & Ekman
   Pilea helxinoides Ridl.
   Pilea hemisphaerica Urb. & Ekman
   Pilea hepatica Urb. & Ekman
   Pilea herniarioides (Sw.) Lindl.
   Pilea herrerae Al.Rodr. & A.K.Monro
   Pilea heteroneura Griseb.
   Pilea hexagona C.J.Chen
   Pilea hilariana Wedd.
   Pilea hilliana Hand.-Mazz.
   Pilea hirsuta Wedd.
   Pilea hirtella Miq.
   Pilea hispaniolana Acev.-Rodr.
   Pilea hitchcockii Killip
   Pilea holstii Engl.
   Pilea hookeriana Wedd.
   Pilea howardiana Skean & Judd
   Pilea howelliana Hand.-Mazz.
   Pilea humbertii Leandri
   Pilea humilis C.B.Rob.
   Pilea hyalina Fenzl
   Pilea hydra P.Brack
   Pilea hydrocotyliflora Killip
   Pilea hygrophila (Miq.) Blume
```

## I
```
   Pilea imparifolia Wedd.
   Pilea impressa Urb.
   Pilea inaequalis (Juss. ex Poir.) Wedd.
   Pilea insolens Wedd.
   Pilea intermedia (Wedd.) Urb.
   Pilea intumescens C.B.Rob.
   Pilea involucrata (Sims) C.H.Wright & Dewar
   Pilea irrorata Donn.Sm.
   Pilea iteophylla Urb. & Ekman
   Pilea ivohibeensis Leandri
```

## J
```
   Pilea jamesoniana Wedd.
   Pilea japonica (Maxim.) Hand.-Mazz.
   Pilea jayaensis A.K.Monro
   Pilea jeremiensis Urb. & Ekman
   Pilea johniana Stapf
   Pilea johnsii A.K.Monro
   Pilea johnstonii Oliv.
   Pilea jujuyensis Sorarú
```

## K
```
   Pilea kakurang Blume
   Pilea kanaii H.Hara
   Pilea killipiana Standl. & Steyerm.
   Pilea kingii C.E.C.Fisch.
   Pilea klossii A.K.Monro
   Pilea krugii Urb.
```

## L
```
   Pilea laciniata Urb.
   Pilea lacorum P.Royen
   Pilea laevicaulis Wedd.
   Pilea lageensis W.T.Wang
   Pilea lamii H.J.P.Winkl.
   Pilea lamiifolia Fawc. & Rendle
   Pilea lamioides Wedd.
   Pilea lanceolata (Savigny) Wedd.
   Pilea lancifolia Hook.f.
   Pilea lapestris Chew ex A.K.Monro
   Pilea latifolia Wedd.
   Pilea laurea C.D.Adams
   Pilea laxa (Sw.) Wedd.
   Pilea ledermannii H.J.P.Winkl.
   Pilea leptocardia Urb.
   Pilea leptogramma Urb.
   Pilea leptophylla Urb.
   Pilea leucophaea (Blume) Blume
   Pilea libanensis Urb.
   Pilea lindeniana Wedd.
   Pilea linearifolia C.J.Chen
   Pilea lippioides Killip
   Pilea lobulata Urb.
   Pilea loeseneri Urb. & Ekman
   Pilea loheri Merr.
   Pilea lokohensis Leandri
   Pilea lomatogramma Hand.-Mazz.
   Pilea longibracteolata Al.Rodr., A.K.Monro & L.Acosta
   Pilea longicaulis Hand.-Mazz.
   Pilea longifolia Baker
   Pilea longipedunculata S.S.Chien & C.J.Chen
   Pilea longruiensis W.T.Wang
   Pilea longzhouensis W.T.Wang
   Pilea losensis Killip
   Pilea lucens (Savigny) Wedd.
   Pilea lucida (Sw.) Blume
   Pilea luisiana Urb. & Ekman
   Pilea luochengensis W.T.Wang
   Pilea lurida C.Wright
   Pilea lushuiensis W.T.Wang
   Pilea luzonensis Merr.
```

## M
```
   Pilea macbridei Killip
   Pilea macrantha Killip
   Pilea macrocarpa C.J.Chen
   Pilea macrocystolithica Killip
   Pilea maculata Urb. & Ekman
   Pilea magnicarpa A.K.Monro
   Pilea manniana Wedd.
   Pilea margaretiae Britton
   Pilea marginata Wedd.
   Pilea martini (H.Lév.) Hand.-Mazz.
   Pilea matama A.K.Monro
   Pilea matheuxiana Urb. & Ekman
   Pilea matsudae Yamam.
   Pilea matthewii Dorr & Stergios
   Pilea maxonii Britton
   Pilea mayarensis C.V.Morton
   Pilea media C.J.Chen
   Pilea mediophylla Gilli
   Pilea medongensis C.J.Chen
   Pilea melastomoides (Poir.) Wedd.
   Pilea menghaiensis C.J.Chen
   Pilea mexicana Wedd.
   Pilea michaelensis P.Royen
   Pilea microcardia Hand.-Mazz.
   Pilea micromeriifolia Britton & P.Wilson
   Pilea microphylla (L.) Liebm.
   Pilea microrhombea Urb.
   Pilea miguelii Dorr & Stergios
   Pilea mimema Standl. & Steyerm.
   Pilea minguetii Urb.
   Pilea minima W.T.Wang
   Pilea minuta C.B.Clarke
   Pilea minutiflora K.Krause
   Pilea minutissima H.J.P.Winkl.
   Pilea mollis Wedd.
   Pilea mongolica Wedd.
   Pilea monilifera Hand.-Mazz.
   Pilea monticola C.B.Rob.
   Pilea montis-wilhelmi P.Royen
   Pilea moragana Al.Rodr. & A.K.Monro
   Pilea moroniana Urb.
   Pilea multicaulis Urb.
   Pilea multicellularis C.J.Chen
   Pilea multiflora (Poir.) Wedd.
   Pilea mutisiana (Spreng.) Wedd.
   Pilea myriantha Killip
   Pilea myriophylla Killip
```

## N
```
   Pilea nana Liebm.
   Pilea napoana Gilli
   Pilea neglecta Britton
   Pilea nerteroides Killip
   Pilea nguruensis Friis & I.Darbysh.
   Pilea nicholasii Dorr & Stergios
   Pilea nidiae Dorr & Stergios
   Pilea nigrescens Urb.
   Pilea nipensis Urb.
   Pilea nitida Wedd.
   Pilea nonggangensis Y.G.Wei, L.F.Fu & A.K.Monro
   Pilea notata C.H.Wright
   Pilea nudicaulis (Sw.) Wedd.
   Pilea nummulariifolia (Sw.) Wedd.
   Pilea nutans Wedd.
```

## O
```
   Pilea obetiifolia Killip
   Pilea oblanceolata Fawc. & Rendle
   Pilea obscura C.V.Morton
   Pilea obtusangula Urb.
   Pilea occulta J.Florence
   Pilea ophioderma Killip
   Pilea ophiticola Borhidi
   Pilea ordinata C.D.Adams
   Pilea orientalis C.V.Morton
   Pilea ornatifolia Killip
   Pilea ovalifolia Britton & P.Wilson
   Pilea ovalis Griseb.
   Pilea oxyodon Wedd.
```

## P
```
   Pilea pachycarpa Wedd.
   Pilea pachycephala Urb.
   Pilea pallida Killip
   Pilea palustris Urb.
   Pilea pandurata P.Royen
   Pilea paniculigera C.J.Chen
   Pilea pansamalana Donn.Sm.
   Pilea panzhihuaensis C.J.Chen, A.K.Monro & L.Chen
   Pilea papuana H.J.P.Winkl.
   Pilea parciflora Urb.
   Pilea parietaria (L.) Blume
   Pilea pauciflora C.J.Chen
   Pilea pauciserrata Killip
   Pilea pavonii Wedd.
   Pilea pedroi Grudz.
   Pilea peladerosi Grudz.
   Pilea pellionioides C.J.Chen
   Pilea peltata Hance
   Pilea pennellii Killip
   Pilea penninervis C.J.Chen
   Pilea peperomioides Diels
   Pilea peploides (Gaudich.) Hook. & Arn.
   Pilea perfragilis Ekman
   Pilea perrieri Leandri
   Pilea phaeocarpa Urb.
   Pilea pichisana Killip
   Pilea picta Herzog
   Pilea pitresia Urb. & Ekman
   Pilea pittieri Killip
   Pilea plataniflora C.H.Wright
   Pilea pleuroneura Donn.Sm.
   Pilea plicatidentata H.J.P.Winkl.
   Pilea plumieri Urb.
   Pilea plumulosa A.K.Monro
   Pilea poeppigiana Wedd.
   Pilea pollicaris Marais
   Pilea polyclada Urb.
   Pilea portlandiana C.D.Adams
   Pilea proctorii C.D.Adams
   Pilea propinqua Wedd.
   Pilea pseudonotata C.J.Chen
   Pilea psilogyne Urb.
   Pilea pteridophylla A.K.Monro
   Pilea pterocaulis Stapf
   Pilea pteropodon Wedd.
   Pilea pubescens Liebm.
   Pilea pulchra C.V.Morton
   Pilea pulegifolia (Poir.) Wedd.
   Pilea pumila A.Gray
   Pilea pumileoides Urb.
   Pilea punctata (Kunth) Wedd.
   Pilea puracensis Killip
   Pilea purpurea Killip
   Pilea purulensis Donn.Sm.
   Pilea pusilla K.Krause
   Pilea putridicola Urb. & Ekman
   Pilea pyrrhotricha Miq.
```

## Q
```
   Pilea quadrata A.K.Monro
   Pilea quercifolia Killip
```

## R
```
   Pilea racemiformis C.J.Chen
   Pilea racemosa (Royle) Tuyama
   Pilea radicans (Sw.) Wedd.
   Pilea radiculosa Urb.
   Pilea ramosissima Killip
   Pilea receptacularis C.J.Chen
   Pilea refracta Urb.
   Pilea repanda Wedd.
   Pilea reticulata (Sw.) Wedd.
   Pilea rhexioides Liebm.
   Pilea rhizobola Miq.
   Pilea rhombea (L.f.) Liebm.
   Pilea rhombifolia Killip
   Pilea richardii Urb.
   Pilea riedlei (Decne.) Blume
   Pilea rigida C.B.Rob.
   Pilea rigidiuscula C.B.Rob.
   Pilea riopalenquensis A.H.Gentry & Dodson
   Pilea riparia Donn.Sm.
   Pilea rivoriae Wedd.
   Pilea rivularis Wedd.
   Pilea robinsonii Elmer
   Pilea robusta Liebm.
   Pilea roemeri H.J.P.Winkl.
   Pilea rojasiana Killip
   Pilea rostellata C.J.Chen
   Pilea rostulata A.K.Monro
   Pilea rotundata Griseb.
   Pilea rotundinucula Hayata
   Pilea rubiacea Ridl.
   Pilea rubriflora C.H.Wright
   Pilea rufa (Sw.) Wedd.
   Pilea rufescens Fawc. & Rendle
   Pilea rugosa (Sw.) Wedd.
   Pilea rugosissima Killip
   Pilea rusbyi (Britton) Killip
```

## S
```
   Pilea salentana Killip
   Pilea salwinensis (Hand.-Mazz.) C.J.Chen
   Pilea samanensis Urb.
   Pilea sanctae-crucis Liebm.
   Pilea sancti-johannis J.Florence
   Pilea saxicola Urb.
   Pilea scandens Killip
   Pilea schimpffii Diels
   Pilea schlechteri H.J.P.Winkl.
   Pilea scripta (Buch.-Ham. ex D.Don) Wedd.
   Pilea selbyanorum Dodson & A.H.Gentry
   Pilea selleana Urb.
   Pilea semidentata (Juss. ex Poir.) Wedd.
   Pilea semisessilis Hand.-Mazz.
   Pilea senarifolia Donn.Sm.
   Pilea serpyllacea (Kunth) Liebm.
   Pilea serpyllifolia (Poir.) Wedd.
   Pilea serratifolia Wedd.
   Pilea serrulata (Sw.) Wedd.
   Pilea sessiliflora (Sw.) Wedd.
   Pilea sessilifolia (Savigny) Wedd.
   Pilea setigera Urb.
   Pilea sevillensis Britton
   Pilea shaferi Britton & P.Wilson ex León & Alain
   Pilea shizongensis A.K.Monro, C.J.Chen & Y.G.Wei
   Pilea siguaneana Britton
   Pilea silvicola Fawc. & Rendle
   Pilea simplex Urb.
   Pilea sinocrassifolia C.J.Chen
   Pilea sinofasciata C.J.Chen
   Pilea skutchii Killip
   Pilea sohayakiensis Kitam.
   Pilea solandri (Seem.) J.Florence
   Pilea somae Hayata
   Pilea spathulata Griseb.
   Pilea spathulifolia Groult
   Pilea sphenophylla Urb.
   Pilea spicata C.J.Chen & A.K.Monro
   Pilea spinulosa C.J.Chen
   Pilea spruceana Wedd.
   Pilea squamosa C.J.Chen
   Pilea squamulata Urb. & Ekman
   Pilea stapfiana Gibbs
   Pilea stellarioides H.J.P.Winkl.
   Pilea stelluligera Wedd.
   Pilea stenoneura H.J.P.Winkl.
   Pilea stenophylla Urb.
   Pilea stolonifera (Sw.) Wedd.
   Pilea striata Urb.
   Pilea strigillosa Urb. & Ekman
   Pilea strigosa Wedd.
   Pilea subamplexicaulis Killip
   Pilea subcoriacea (Hand.-Mazz.) C.J.Chen
   Pilea subedentata C.J.Chen
   Pilea subintegerrima (Griseb.) Greuter & R.Rankin
   Pilea sublobata Rusby
   Pilea sublucens Wedd.
   Pilea submissa Wedd.
   Pilea subpubera Miq.
   Pilea succulenta Wedd.
   Pilea suffruticosa K.Krause
   Pilea sumideroensis Britton
   Pilea supersedens (Leandri) Leandri
   Pilea suta C.D.Adams
   Pilea swinglei Merr.
   Pilea sylvatica Elmer
   Pilea symmeria Wedd.
```

## T
```
   Pilea tabularis C.C.Berg
   Pilea tatamensis Killip
   Pilea tatei Killip
   Pilea tenerrima Miq.
   Pilea ternifolia Wedd.
   Pilea tetraphylla (Steud.) Blume
   Pilea tetrapoda Killip
   Pilea thouarsiana Wedd.
   Pilea thymoidea H.J.P.Winkl.
   Pilea tilarana W.C.Burger
   Pilea tippenhaueri Urb.
   Pilea tobagensis Urb.
   Pilea topensis Diels
   Pilea torbeciana Urb. & Ekman
   Pilea trianthemoides (Sw.) Lindl.
   Pilea trichomanophylla A.K.Monro
   Pilea trichosanthes Wedd.
   Pilea trichotoma Liebm.
   Pilea tridentata Killip
   Pilea trilobata (Savigny) Wedd.
   Pilea tripartita A.K.Monro
   Pilea triradiata Killip
   Pilea troyensis Fawc. & Rendle
   Pilea truncata Urb.
   Pilea tsaratananensis Leandri
   Pilea tsiangiana F.P.Metcalf
   Pilea tungurahuae Killip
   Pilea tutensis A.K.Monro
```

## U
```
   Pilea ulei Killip
   Pilea umbellata (Bory) Wedd.
   Pilea umbriana Killip
   Pilea umbrosa Wedd. ex Blume
   Pilea unciformis C.J.Chen
   Pilea uninervis Griseb.
   Pilea urticella Wedd.
   Pilea urticifolia (L.f.) Blume
   Pilea usambarensis Engl.
```

## V
```
   Pilea valenzuelae Urb.
   Pilea variegata Seem.
   Pilea vegasana Killip
   Pilea venulosa Blume
   Pilea verbascifolia (Savigny) Wedd.
   Pilea vermicularis Majure, Skean & Judd
   Pilea verrucosa Killip
   Pilea versteegii H.J.P.Winkl.
   Pilea victoriae V.Suresh & Sojan
   Pilea victoriensis P.Royen
   Pilea villicaulis Hand.-Mazz.
   Pilea virgata Wedd.
   Pilea vulcanica Liebm.
```

## W
```
   Pilea weberbaueri Killip
   Pilea weddellii Fawc. & Rendle
   Pilea weimingii Huan C.Wang
   Pilea wightii Wedd.
   Pilea wilsonii Urb.
   Pilea wollastonii A.K.Monro
   Pilea wrightiana Wedd.
   Pilea wullschlaegelii Urb.
```

## Y
```
   Pilea yarensis Britton & P.Wilson
   Pilea yuanbaoshanica W.T.Wang
   Pilea yunckeri C.D.Adams
   Pilea yunquensis (Urb.) Britton & P.Wilson
```

## Z
```
   Pilea zaranensis P.Royen
```